# Antonio Fossati
Antonio Fossati (San Pietro all'Olmo, 22 maggio 1920 – giugno 1973) è stato un calciatore italiano, di ruolo difensore.

## Caratteristiche tecniche
È stato un difensore centrale.

## Carriera
Giocò in Serie A nella Pro Patria. Fu radiato nel 1955, in seguito alla confessione di Rinaldo Settembrino.